# Louise Beaudet
Marie Louise Anna Beaudet (5 de diciembre de 1859 - 31 de diciembre de 1947) fue una actriz, cantante y bailarina canadiense que durante más de 50 años, protagonizó producciones escénicas que iban desde la ópera cómica hasta Shakespeare, así como el music-hall y el vodevil, y apareció en 66 películas mudas.

## Biografía
Aunque dice haber nacido en Tours, Francia, Marie Louise Anna Beaudet fue bautizada en la parroquia de Saint-Louis-de-Lotbinière, provincia de Québec, Canadá, en diciembre de 1859. Era la novena hija de Marie-Élisabeth (Eliza) Jobin dit Boisvert (nacida en 1824) y del agricultor Clément Beaudet (1817-1863). La trágica pérdida de su padre en 1863 y el posterior traslado a Montreal afectaron profundamente a su infancia. Volvió a sufrir un desarraigo en 1870, cuando su madre se casó con Nathaniel B. Clapp y se instaló en Boston, Massachusetts. Eliza se divorció de su segundo marido seis años después y se trasladó a Nueva York con Louise y su hija mayor, Marie Arceline (Amy).
Louise actuó en producciones amateurs de H.M.S. Pinafore antes de ser "descubierta" por el actor Frank Drew, del famoso clan Drew-Barrymore, que le ofreció el papel de Violeta en su producción de The Life of an Artist y el papel principal de Fanchon en Fanchon, The Cricket, en enero y febrero de 1879, en el Budlong's Opera House de Jersey City. En marzo de ese año, fue contratada por James C. Duff para interpretar a la duquesa en The Little Duke en el Booth's Theatre de Nueva York y, en otoño, la Compañía de Ópera Francesa de Maurice Grau le dio el mismo papel de Blanche, la duquesa de Parthenay, en la versión americana de Le Petit Duc. La actriz francesa Maire-Aimée Tronchon, conocida como Mlle Aimée, que protagonizó esta producción, tomó a Louise bajo su tutela. "Todo lo que he hecho en la ópera cómica se lo debo a Aimée", confesaría más tarde a Alan Dale.
Poco después, se incorporó a la Baldwin Theatre Stock Company de San Francisco, donde interpretó papeles de ingénua. Allí conoció a uno de los mejores actores dramáticos de la época, el actor Daniel E. Bandmann, que la animó a aceptar papeles más serios y con el que mantuvo una relación sentimental. Fundaron una compañía teatral de gira, en la que Beaudet interpretaba todos los principales papeles femeninos de Shakespeare junto a los protagonistas de Bandmann. Recorrieron juntos el mundo durante casi cuatro años, recorriendo más de 70.000 millas. Siguieron haciendo giras con éxito por Norteamérica e Inglaterra con producciones como A Strange Case, Dr. Jekyll & Mr. Hyde, Narcisse, East Lynn, The Corsican Brothers, etc. antes de poner fin a su famosa relación en 1889.
En agosto de ese año, "Little Miss Beaudet" volvió al teatro de Nueva York como miembro de la James C. Duff Opera Company y rápidamente se convirtió en una de las "petites" favoritas interpretando papeles como: Chilina en la ópera cómica Paola, o la Primera de las Vendettas, Maid Marian en Robin Hood y sus hombres alegres o Babes in the Woods, Pitti-Sing en The Mikado, Edith en Pirates of Penzance, Iolanthe en Iolanthe, Lady Angela en Patience, Christel en The Tyrolean y "la Jolie Plaignante" en Trial by Jury.
En marzo de 1891, Rudolph Aronson le pidió que se uniera a Casino Theatre Company para la temporada teatral. Louise Beaudet interpretó a Paresina en la ópera Apollo; or the Oracle of Delphi juntó con Lillian Russell, Toffana en la adaptación de la ópera burlesca Indigo, luego de nuevo a Christel en The Tyrolean, coprotagonizada por Marie Tempest y también a Frinke en The Jolly Students.
En 1892, aceptó el papel femenino principal de Elizabeth en la producción de Pauline Hall de la ópera cómica en dos actos Puritania, or the Earl and the Maid of Salem..
En 1893, Beaudet protagonizó la representación de ocho meses de America, de Imre Kiralfy, durante la Exposición Universal de Chicago, y luego creó su propia compañía de ópera en gira, interpretando el repertorio de la Opéra bouffe francesa. Presentaron Jacinta, the Maid of Manzanillo en el Castle Square Theatre de Boston y en el Miner's Fifth Avenue Theatre de Nueva York con Louise en el papel principal y The Dragoon's Daughter en Boston y Chicago antes de disolver la compañía por falta de fondos.
En 1895, fue contratada por el gran George Edwardes para sustituir a Marie Tempest en la producción de An Artist's Model en el Daly's Theatre de Londres, Inglaterra. El papel de Adele le dio la oportunidad de mostrar su encantadora voz de mezzosoprano en canciones populares como: Love is a Man's Delight, a Fancy of Today; On a Silent Summer's Night, When the Moon Shone Clear and Bright. A continuación, realizó una gira con bastante éxito por toda Inglaterra con la compañía teatral del Sr. Edwardes.

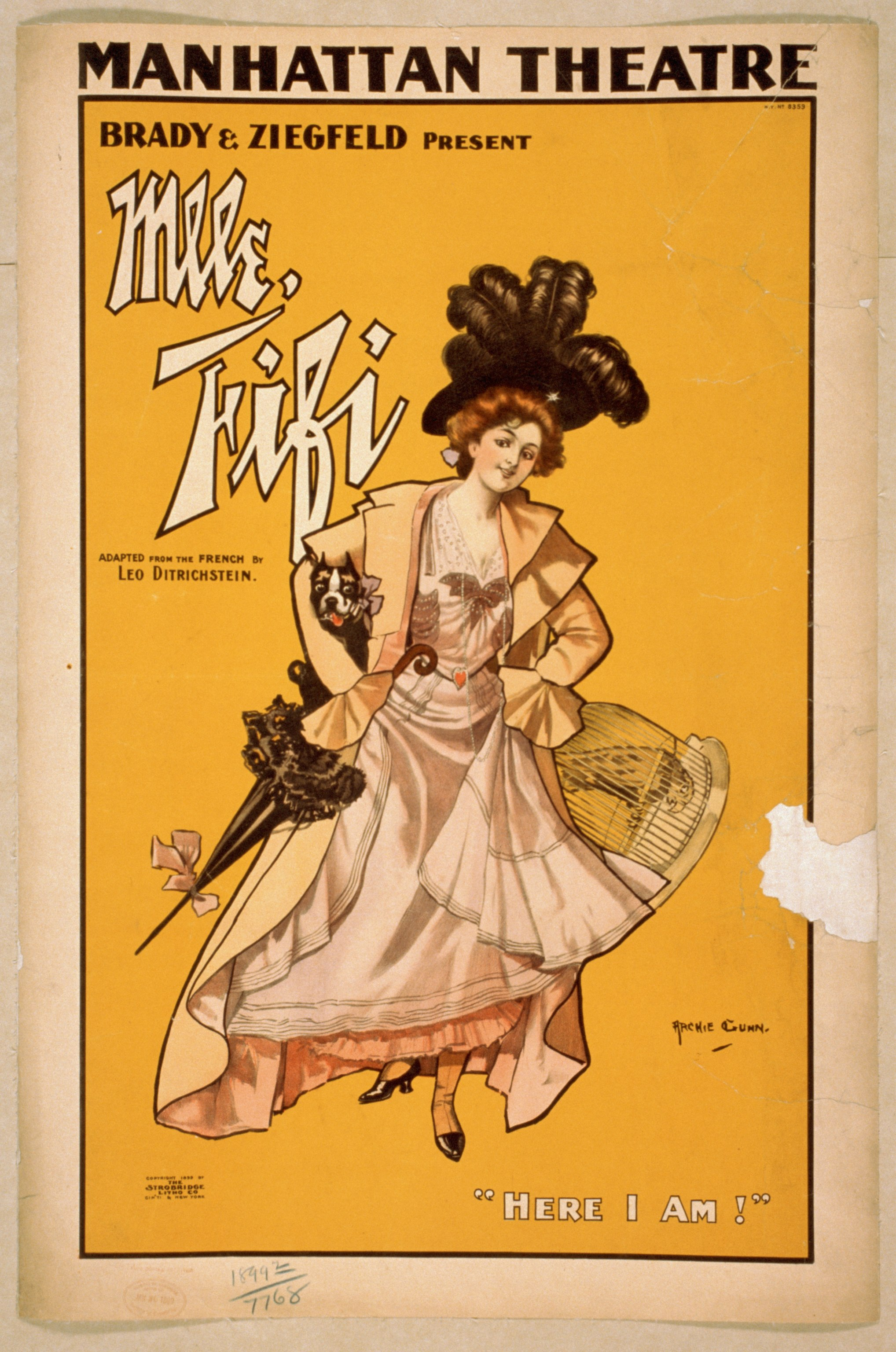
Cartel de protagonizada por Louise Beaudet (1899)

Entre 1896 y 1899, Louise Beaudet alcanzó la cima de su popularidad como reina del music-hall y del vodevil. Se convirtió en una de las artistas de teatro mejor pagadas. En junio de 1897, fue invitada al Palacio de Buckingham para una actuación de mando real ante la Reina Victoria. Su poder de fascinación, su talento, su garbo, sus fabulosos vestidos franceses y su bon goût llenaban las salas de teatro. Se escribieron sus canciones, se pusieron sus fotografías en las tarjetas de cigarrillos y se asoció su nombre a diferentes marcas de productos. El famoso Flo Ziegfeld le pidió que protagonizara su fastuosa producción de 1899 de Mademoiselle Fifi en el Manhattan Theatre. La obra se convirtió en la comidilla de la ciudad. Todo Nueva York acudió a verla entrar en escena con su llamativo traje cubierto de más de 60 joyas cosidas a mano. Esta "belle" de la Belle Époque siguió interpretando primeros papeles en el teatro hasta que su voz no pudo soportarlos.
En 1912, se unió a Edison Studios del Bronx y luego a los Company Players de Vitagraph Studios de Manhattan. Escribió algunos escenarios e interpretó papeles secundarios en sesenta y seis películas mudas en blanco y negro, como Heartbroken Shep (1913) con Helen Costello, Sawdust and Salome (1914) con Van Dyke Brooke, My Official Wife (1914) con Clara Kimball Young, The Battle Cry of Peace/A Call to Arms Against War (1915), en la que fue aclamada por llevar la actuación educativa al cine, A Price for Folly (1915) con Edith Storey, Her Lord and Master (1921) con Alice Joy y The Gold Diggers (1923) con Hope Hampton. Su última aparición en el cine fue en 1926, a la edad de 67 años.
Pero Louise Beaudet siguió actuando en Broadway y en teatros de Baltimore, Washington, Filadelfia, Cleveland, Boston y Chicago hasta su retiro en 1934.
Murió el 31 de diciembre de 1947 en el City Hospital de Manhattan, a los 88 años. Está enterrada con su hermana Arcelina Martel en el cementerio del Calvario, en Woodside, Nueva York. El hecho de que siempre se negara a divulgar su verdadera edad explica que las fechas que figuran en su certificado de defunción y en su lápida sean erróneas. No dejó descendencia.

## Filmografía
| Año  | Título                                | Papel                                   | Notas            |
| ---- | ------------------------------------- | --------------------------------------- | ---------------- |
| 1912 | Young Mrs. Eaton                      | Mrs. Van Zandt                          | Cortometraje     |
| 1913 | Cutey Plays Detective                 | Mrs. Trevor - la madre                  | Cortometraje     |
| 1913 | One Can't Always Tell                 | La vieja ama de llaves                  | Cortometraje     |
| 1913 | An Infernal Tangle                    | Mrs. Thomas - la mujer caritativa       | Cortometraje     |
| 1913 | The Snare of Fate                     | Mrs. Beaudet, madre de Marion           | Cortometraje     |
| 1913 | Bingles and the Cabaret               |                                         | Cortometraje     |
| 1913 | A Sweet Deception                     |                                         | Cortometraje     |
| 1913 | The Glove                             |                                         | Cortometraje     |
| 1913 | Count Barber                          | Mme. de Bluff                           | Cortometraje     |
| 1913 | My Lady of Idleness                   | Mrs. Williams                           | Cortometraje     |
| 1913 | The Late Mr. Jones                    | Matilda Jones, una viuda                | Cortometraje     |
| 1913 | Sauce for the Goose                   | Mabel, esposa de Jim                    | Cortometraje     |
| 1913 | Our Wives                             | Mrs. Rosweel Chandler                   | Cortometraje     |
| 1913 | Which?                                | La madre de las gemelas                 | Cortometraje     |
| 1913 | Heartbroken Shep                      | madre de Runa                           | Cortometraje     |
| 1913 | Heartsease                            | La institutriz                          | Cortometraje     |
| 1914 | Jerry's Uncle's Namesake              | esposa de Jerry                         | Cortometraje     |
| 1914 | Bunny's Mistake                       |                                         | Cortometraje     |
| 1914 | Pickles, Art and Sauerkraut           | La suegra de Jerry                      | Cortometraje     |
| 1914 | Sawdust and Salome                    | Mrs. John Grey                          | Cortometraje     |
| 1914 | Mrs. Maloney's Fortune                |                                         | Cortometraje     |
| 1914 | Tangled Tangoists                     |                                         | Cortometraje     |
| 1914 | Setting the Style                     | Mrs. Vandergilt - una mujer de negocios | Cortometraje     |
| 1914 | Mr. Bunny in Disguise                 |                                         | Cortometraje     |
| 1914 | Cutey's Wife                          | Mlle. Denise                            | Cortometraje     |
| 1914 | Father's Flirtation                   | Mrs. Sweet - la viuda                   | Cortometraje     |
| 1914 | My Official Wife                      | Olga                                    | Cortometraje     |
| 1914 | Second Sight                          | Mrs. Ponsonby                           | Cortometraje     |
| 1914 | The Man Who Knew                      |                                         | Cortometraje     |
| 1914 | His Wedded Wife                       |                                         | Cortometraje     |
| 1914 | The Senator's Brother                 | segunda esposa de Paul Zanes            | Cortometraje     |
| 1914 | The Man Behind the Door               | Lavinia Backsetter                      |                  |
| 1914 | An Affair for the Police              | Mrs. Van Austin                         | Cortometraje     |
| 1915 | The Man, the Mission and the Maid     |                                         | Cortometraje     |
| 1915 | The Slightly Worn Gown                |                                         | Cortometraje     |
| 1915 | The Wheels of Justice                 | Mrs. Brooks, madre de Ralph             |                  |
| 1915 | The Millionaire's Hundred Dollar Bill | Milly                                   | Cortometraje     |
| 1915 | Peggy of Fifth Avenue                 | tía Sarah                               | Cortometraje     |
| 1915 | Cutey Becomes a Landlord              |                                         | Cortometraje     |
| 1915 | The Goddess                           | Secuestradora                           |                  |
| 1915 | What's Ours?                          | Mrs. Burke                              | Cortometraje     |
| 1915 | The Silent W                          |                                         | Cortometraje     |
| 1915 | The Battle Cry of Peace               | Mrs. Vandergriff                        |                  |
| 1915 | The Kidnapped Stockbroker             |                                         | Cortometraje     |
| 1915 | The Shadow of Fear                    | tía Mary                                | Cortometraje     |
| 1915 | The Butterfly's Lesson                | madre de Leila                          | Cortometraje     |
| 1915 | On the Turn of a Card                 |                                         | Cortometraje     |
| 1915 | To Cherish and Protect                | Marie Pratt                             | Cortometraje     |
| 1915 | The Shabbies                          |                                         | Cortometraje     |
| 1915 | A 'Model' Wife                        | Madame Helene                           | Cortometraje     |
| 1915 | A Price for Folly                     | Duchess de Segni                        |                  |
| 1915 | The Flower of the Hills               | tía de Jack                             | Cortometraje     |
| 1915 | On Her Wedding Night                  | Mrs. Carter                             |                  |
| 1916 | Green Stockings                       | Ida Faraday                             |                  |
| 1916 | The Road of Many Turnings             | Mrs. Wagner                             | Cortometraje     |
| 1916 | The Law Decides                       | Mrs. Wharton                            |                  |
| 1916 | Billie's Mother                       | Louise - madre de Billie                | Cortometraje     |
| 1916 | The Musical Barber                    | Madre                                   | Cortometraje     |
| 1917 | The Price She Paid                    | Mrs. Gower                              |                  |
| 1917 | Babbling Tongues                      | Marie Moreau                            |                  |
| 1920 | Slaves of Pride                       | Mrs. Leeds                              |                  |
| 1921 | Her Lord and Master                   | Mrs. Chazy Bunker                       |                  |
| 1923 | The Gold Diggers                      | Cissie Gray                             | Película perdida |
| 1925 | Sally                                 | Madame Julie Du Fay                     |                  |

## Actuaciones en Broadway
- Mother Lode (1934)

- White Lilacs (1928-1929)

- My Maryland (1927-1928)

- Nature's Nobleman (1921-1922)

- One Night in Rome (1919-1920)

- Flo-Flo (1917-1918)

- The Chimes of Normandy (1907)

- Mademoiselle Fifi (1899)

- Jacinta (1893-1894)

- Puritania, or The Earl and the Maid of Salem (1892-1893)

- Jolly Students (1891)

- Indigo (1891)

- Apollo, or the Oracle of Delphi (1891)

- The Tyrolean (1891-1892)

- The Mikado (1889-1890)

- Paola (1889)

- Dead or Alive (1889)

- A Strange Case, Dr. Jekyll & Mr.Hyde (1888)

- Narcisse (1886)

## Galería

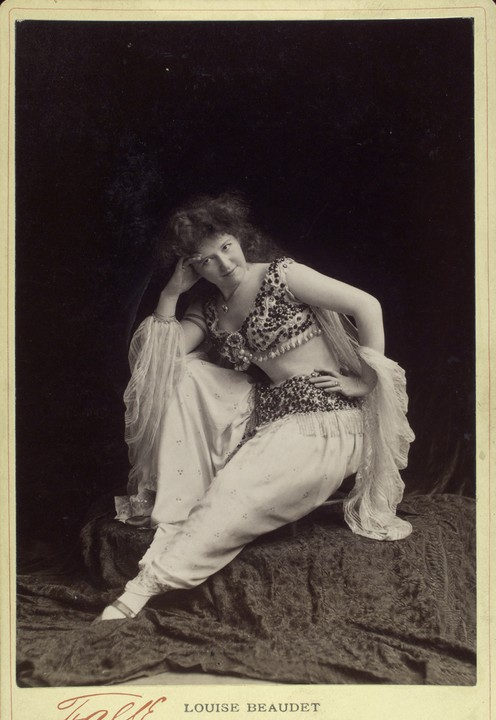
Louise Beaudet, actriz de teatro en traje de harén